# Zona avançada d'aturada

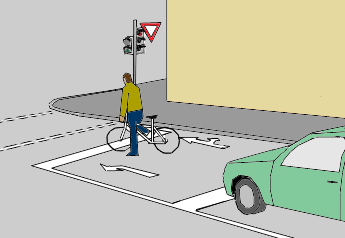
Esquema de funcionament d'una Zona avançada d'aturada

Una zona avançada d'aturada és un senyal de trànsit horitzontal, és a dir, pintada al terra de la via de circulació, que permet que determinats tipus de vehicles s'aturin en una posició més avançada per poder arrencar abans, per exemple, quan un semàfor es posa verd.
Aquestes zones solen associar-se amb vehicles que tenen alguna mena de prioritat especial (com els autobusos de transport públic)
o que necessiten més protecció (com les bicicletes).

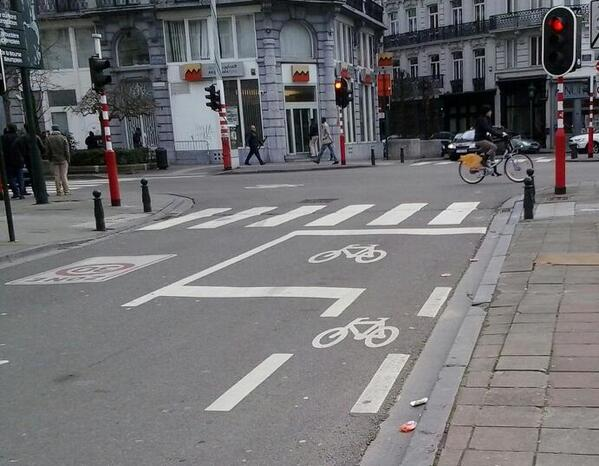
Zona avançada d'aturada de bicicletes a Brussel·les

La zona avançada per a bicicletes està implantada amb diferents densitats als Països Baixos, Bèlgica i Dinamarca, i en alguns llocs de Gran Bretanya, com Londres, dels Estats Units, com Nova York o Portland (Oregon), i del Canadà, com Toronto.
La zona avançada per a bicicletes sol anar associada a alguna mena de carril de circulació reservat per a bicicletes. Les bicicletes poden passar la primera línia d'aturada, on s'aturen la resta de vehicles, i avançar fins a una posició on són més visibles. Des d'aquesta posició avançada les bicicletes podran arrencar abans i sense perill de ser envestits pels vehicles que girin cap al seu costat (típicament la dreta), o poden assolir sense perill el carril més llunyà per poder girar cap a l'altre costat (típicament l'esquerra) mentre els altres vehicles estan aturats més enrere.
L'Ajuntament de Barcelona ha fet les denominades "zones avançades per a motos" en semàfors d'alguns carrers amb molt de trànsit, exclusivament per a motocicletes, perquè les motos s'aturin en una posició més avançada a la resta de vehicles. Segons l'Ajuntament de Barcelona, que és una de les ciutats amb més motos per habitant de tot Europa, així s'eviten avançaments perillosos quan el semàfor es posa verd, es facilita que els cotxes vegin millor les motos i que els motoristes vegin els vianants.

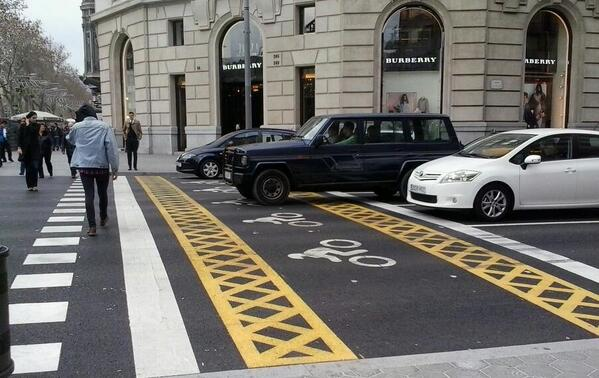
Zona avançada d'aturada de motos a Barcelona